# Однажды укушенный
«Однажды укушенный» (англ. Once Bitten) — художественный фильм в жанре комедии ужасов. Слоган: «Вкусная комедия».

## Сюжет
80-е годы XX века, США. В Голливуде живёт графиня — вампир, ей на днях исполняется 400 лет. Для сохранения молодости и красоты она должна регулярно пить кровь юношей-девственников. Вот и теперь ей необходимо трижды выпить девственной крови до ближайшего Хэллоуина, до которого остаётся несколько дней. Проблема в том, что после сексуальной революции найти половозрелого девственника в Америке почти невозможно; слуги графини — молодые вампиры, — во главе с камердинером Себастьяном всё последнее время занимаются только поиском для хозяйки очередной жертвы (которая должна в результате также превратиться в вампира), но безуспешно.
В одном из ночных клубов графиня находит студента колледжа Марка, явившегося туда с приятелями в надежде на сексуальное приключение. Похоже, Марк — последний девственник Америки, его девушка Робин всё никак не решится на близость. Графиня буквально затаскивает Марка к себе домой на ночь. Утром Марк просыпается, толком ничего не помня о прошедшей ночи, но графиня уверяет его, что он показал себя с наилучшей стороны и обещает вскоре встретиться снова. В действительности она выпила крови Марка и теперь должна повторить это ещё дважды.
Робин узнаёт о «приключении» Марка и ссорится с ним. Марк тем временем начинает резко меняться: прятаться от солнечного света, одеваться в чёрное, есть сырое мясо… Процесс ускоряется после того, как графиня встречается с Марком в торговом центре и там, в примерочной кабинке, пьёт его кровь второй раз. Когда Марк временами перестаёт видеть себя в зеркале, он понимает, что графиня — вампир, и после её укуса он тоже становится вампиром. Робин сначала сомневается, но потом верит ему.
Графиня похищает Робин, чтобы та не помешала её планам. Марк вместе с друзьями едет её спасать, но в доме графини их ждёт засада. Отбиваясь от вампиров, Марк и Робин в конце концов запираются в зале, где стоит огромный гроб, и прячутся в нём. Вампиры взламывают дверь и входят, но оказывается, что они уже опоздали: Марк и Робин прямо в гробу успели заняться сексом, так что Марк уже не девственник, и кровь его для графини бесполезна. Графиня резко стареет. Себастьян уводит её, уверяя, что ей немедленно найдут девственника, слуги разбегаются на поиски. Марк с Робин закрываются в гробу, чтобы продолжить.

## В ролях
- Лорен Хаттон — Графиня
- Джим Керри — Марк Кендалл
- Карен Копинс — Робин Пирс
- Кливон Литтл — Себастиан
- Томас Баллатор — Джеми
- Скип Лэки — Расс
- Ричард Шаал — отец Марка
- Пегги Поп — мать Марка
- Джеб Стюарт Адамс — вампир времён Первой мировой войны
- Джозеф Братсман — вампир-конфедерат
- Робин Клейн — вампир-хиппи
- Кэри Мор — вампир Молль Флендерс

## Прокат
Премьера фильма состоялась 15 ноября 1985 года в США. В мае следующего года фильм был выпущен в Австралии и Швеции, в августе — в Австрии и ФРГ, позже в Испании и Португалии.